# Гуликами
Гуликами (груз. გულიკამი, з.-арм. Գուլիկամ [Кулигам], Գուլիգամ [Куликам]) — село в Грузии, на территории Ахалкалакского муниципалитета края (мхаре) Самцхе-Джавахети.

## География
Село находится в южной части Грузии, на правом берегу реки Паравани, на расстоянии приблизительно 1 километра (по прямой) к востоку от города Ахалкалаки, административного центра муниципалитета. Абсолютная высота — 1727 метров над уровнем моря.

## Население
По результатам официальной переписи населения 2014 года, в Гуликами проживало 1234 человека (615 мужчин и 619 женщин). В национальной структуре населения армяне составляли 99,8 %, русские — 0,2 %.
| Год  | Население, человек |
| ---- | ------------------ |
| 2002 | 1974               |
| 2014 | ↘ 1234             |